# Al-Nasiriyya
Al-Nāṣiriyya (in arabo الناصرية‎? è un centro abitato della Libia, nella regione della Tripolitania.

Fu fondata in epoca coloniale (1938) con il nome di Giordani.